# فرودگاه هارتفرد–براینارد
فرودگاه هارتفرد-براینارد (به انگلیسی: Hartford-Brainard Airport) یک فرودگاه همگانی بهره‌برداری هوایی با کد یاتا HFD است که یک باند فرود آسفالت دارد و طول باند آن ۱۳۴۶ متر است. این فرودگاه در شهر هارتفورد کشور ایالات متحده آمریکا قرار دارد و در ارتفاع ۵ متری از سطح دریا واقع شده‌است.